# Кевин Сидни
Кевин Сидни (на английски: Kevin Sydney) е измислен персонаж на Марвел комикс. Създаден е от писателя Рой Томас и художника Вернер Рот. Първата му поява е в X-Men #35 през август 1967 година. Кевин Сидни в първата си поява е представен като Променящия, заради способността да си променя тялото. В пъвите комикси за Х-мен е представен като техен враг, а по-късно се присъединява в екипа. Името му е променено на Морф в Х-Мен (сериал). Въпреки че имат едно и също алтер его Променящия и Морф са два различни персонажа в Марвел Вселената.